# Meltdown (película de 2004)
Meltdown (también conocido como American Meltdown) es un telefilme de acción y suspenso estadounidense de 2004 dirigida por Jeremiah S. Chechik y protagonizada por Bruce Greenwood y Leslie Hope.

## Argumento
Un día en el sur de California, poco después de la puesta del sol, algunas detonaciones en el sitio de la planta de energía nuclear de San Juan sacan a la ciudad de la normalidad. Se descubre que un pequeño grupo de terroristas se ha lanzado en paracaídas y ha ocupado la sala de control del reactor en cuestión de minutos. Poco tiempo después, el sitio es por ello rodeado por militares y el FBI. 
Un agente descubre entonces referencias que indican que los terroristas planean causar un desastre nuclear ahora que tienen el control de la planta y se decide detenerlos al respecto antes de que lo consiguan, algo que pueden hacer en cuestión de horas ahora que controlan la planta. 

## Reparto
| Actor           | Personaje              |
| --------------- | ---------------------- |
| Bruce Greenwood | Agente Tom Shea        |
| Leslie Hope     | Zoe Cox                |
| Arnold Vosloo   | Khalid/ Sands          |
| James Remar     | Coronel Boggs          |
| Susan Merson    | Fiscal General Zutrov  |
| Will Lyman      | Jefe de Homeland Utley |
| Bill Mondy      | Agente del FBI Tucci   |
| Adrian Holmes   | Agente Charlie Jansen  |
| Manoj Sood      | Syed Kahn              |

## Recepción
La película de televisión ha sido valorada en el portal cinematográfico IMDb. Con 468 votos registrados la película obtiene en el portal una media ponderada de 5,3 sobre 10.